# Saison 3 de Person of Interest
Chronologie
Saison 2 Saison 4
Cet article présente les vingt-trois épisodes de la troisième saison de la série télévisée américaine Person of Interest.

## Synopsis
La Machine, introuvable, continue quand même de donner des numéros à Harold et John, maintenant aidés par l'ex-agent du gouvernement Sameen Shaw. Toujours renseignée par Fusco et le lieutenant Joss Carter, qui garde en secret enfermé Elias, l'équipe essaye toujours de sauver les innocents et d'arrêter les criminels. Alors que Root, internée en hôpital psychiatrique, reste en contact avec la Machine, le gouvernement, Decima Technologies, le « HR » ou encore un groupe défendant le droit à la vie privée se faisant appeler « Vigilance » essayent de contrecarrer leur mission...

### Résumé de la saison
La Machine s'est libérée du contrôle du Gouvernement et est désormais introuvable. Elle continue néanmoins à donner les numéros pertinents au Gouvernement et les non-pertinents à Harold (Michael Emerson) et John, (Jim Caviezel), toujours avec l'aide des lieutenants Carter  (Taraji P. Henson) et Fusco (Kevin Chapman). Sameen Shaw (Sarah Shahi) intègre d'ailleurs leur équipe. Root (Amy Acker) est quant à elle dans un asile psychatrique mais réussit à s'échapper grâce à la Machine, qui l'a désignée comme son Interface Analogique (Porte-Parole). Une nouvelle organisation menace les numéros non-pertinents mais également l'équipe : Vigilance. Ce groupe de rebelles, mené par un certain Peter Collier (Leslie Odom Jr.), a pour objectif de dénoncer la conspiration menée par le Gouvernement et de punir tous ceux qui y ont participé. Après un partenariat entre l'équipe et Root pour sauver un hacker du nom de Jason Greenfield, cette dernière se fait emprisonner dans la bibliothèque, au sein d'une cage de Faraday, afin de couper le lien entre elle et la Machine.
Carter, quant à elle, a été rétrogradée mais elle continue à aider l'équipe de Harold, tout en leur cachant qu'elle a caché Elias (Enrico Colantoni), disparu aux yeux de tous. Depuis la mort de Cal Beecher dans la saison précédente, elle cherche à découvrir le nom du chef de la DRH (H.R.). Elle finit par découvrir que c'est Alonzo Quinn (Clarke Peters) qui les dirige et s'engage dans une vendetta en manipulant à la fois la DRH et la mafia russe en tentant de les faire s'entretuer. Elle finit par contacter un juge pour un mandat d'arrêt contre Quinn mais le juge s'avère être corrompu et Carter se retrouve dans un quet-apens. Elle est sauvée in extremis par Reese ; ils prennent Quinn en otage pour l'emmener dans les locaux du FBI, à Manhattan. Mais Patrick Simmons (Robert John Burke), le lieutenant de Quinn, appelle tous les flics véreux et la pègre de New York à exécuter Reese et Carter. Après une nuit mouvementée, Carter parvient à livrer Quinn au FBI, ce qui mène à l'arrestation de presque tous les membres de la DRH, à l'exception de Simmons. Carter est de nouveau promue Lieutenant. Simmons réapparaît la nuit suivante, blesse Reese et tue Carter dans un accès de rage. Alors que la ville pleure l'héroïne qui a fait tomber la DRH, une gigantesque chasse à l'homme est mise en place pour arrêter Simmons. Reese, blessé mais incontrôlable, va jusqu'à torturer et tuer tous les derniers partenaires de Simmons. Il va ensuite dans la résidence où est détenu Quinn par une équipe de marshalls. Après s'être débarrassé d'eux, il obtient de Quinn l'adresse où se trouve Simmons. Mais il finit par perdre connaissance à cause de la gravité de ses blessures et est sauvé par Harold, Fusco, Shaw et Root, qui finit par intégrer l'équipe. C'est Fusco qui finit par affronter Simmons dans un aérodrome, avant de l'arrêter. Hospitalisé à la suite de ses blessures, Simmons est achevé par l'homme de main d'Elias, qui regarde la scène avec le sourire.
Anéanti par la mort de Carter, John décide d'arrêter et d'aller dans le Colorado, terre natale de son père. Harold envoie Fusco pour le convaincre de revenir. Pendant ce temps, Harold et Shaw doivent sauver Arthur Claypool (Saul Rubinek), un ex-ingénieur de la NSA de la même promotion que Harold et Nathan Ingram au MIT. Souffrant d'une tumeur au cerveau, Claypool révèle (sans le vouloir) qu'il a créé un système de surveillance globale, « Samaritain ». Mais le gouvernement a enterré le système quand la Machine a vu le jour. Ces informations attirent à la fois le chef de l'ISA, Contrôle (Camryn Manheim), mais aussi Greer (John Nolan) et Decima, qui veulent mettre la main sur ce système. De leur côté, Vigilance tente aussi de dérober le système afin de prouver que le gouvernement observe le peuple américain en toute illégalité. Bien que le disque dur semble avoir été détruit par Harold dans l'épisode 12, le disque dur s'avère être un faux puisque le vrai parvient aux mains de Greer. 
L'épisode 16 nous ramène dans le passé quelque temps après la mort de Nathan Ingram. Harold s'est décidé à utiliser les renseignements de la liste non-pertinente. Il a engagé un mercenaire, Rick Dillinger (Neil Jackson), pour l'aider dans cette tâche. La personne d'intérêt, Daniel Casey (Joseph Mazzello), est un hacker qui est pris pour cible de la part du Gouvernement parce qu'il a réussi à dupliquer une partie de la Machine. Les agents envoyés l'éliminer ne sont autres que Reese et Kara Stanton (Annie Parisse), encore employés de la CIA. Mais les hommes de Decima, menés par un certain Lambert (Julian Ovenden), sont aussi à la recherche de Casey, afin de mettre la main sur l'ordinateur. Après l'avoir sauvé, Dillinger apprend ce que contient l'ordinateur et décide de le vendre aux plus offrants, trahissant Harold. Contrôle envoie Shaw exécuter le mercenaire et les acheteurs, ce qu'elle accomplit à l'exception d'un des acheteurs qui parvient à s'enfuir en Chine. Stanton et Reese remettent la main sur Casey et, après s'être rendu compte que ce dernier avait été piégé, John laisse partir Casey. Les hommes de Decima poursuivent la piste de l'ordinateur jusqu'à Ordos et décident d'en prendre possession avant l'arrivée de Reese et Stanton, envoyés dans une mission-suicide par le Gouvernement. Dans le présent, Root rejoint Daniel Casey et lui ordonne de retrouver Jason Greenfield (sauvé dans l'épisode 6), afin de se préparer à affronter Decima.
Peter Collier, à la tête de Vigilance, décide de tuer une fonctionnaire du Gouvernement, travaillant sur le dossier « Aurores Boréales » (Northern Lights), nom de code de la Machine. Après ça, Collier parvient à dérober des documents dans le coffre-fort de la défunte et de les divulguer à la presse, obligeant le Gouvernement américain à nier et à couper leur accès à la Machine, qui elle transfère les numéros pertinents à Root.
Après avoir dérobé un processeur à atomes supraconducteurs et des générateurs électriques, Greer engage les négociations à Washington avec le sénateur Garrison (John Doman) afin de l'aider avec la polémique d'Aurores Boréales. Greer demande le flux de surveillance de la NSA en échange de la garantie qu'il leur livre des terroristes, tout comme la Machine auparavant. Mais Greer insiste pour avoir le contrôle sur le système. La Machine donne le numéro du sénateur McCourt (John Heard) à Harold et son équipe. McCourt est en réalité celui qui permettra à Greer d'avoir accès aux flux gouvernementaux et l'équipe comprend que la Machine a ordonné son meurtre afin de se protéger de l'activation de Samaritain. Mais Harold refuse de tuer un homme au nom d'un système et l'équipe suit le choix de leur chef. Mais McCourt survit et permet à Greer d'avoir un accès de 24h aux flux gouvernementaux dans les 5 arrondissements de New York afin de livrer des terroristes au Gouvernement. Le véritable objectif de Greer en revanche, est d'utiliser cet accès anticipé afin de trouver Harold Finch et de le tuer, étant donné qu'il est le seul à pouvoir détruire Samaritain à l'avenir. Après avoir capturé Grace Hendricks (Carrie Preston), sa fiancée, Greer parvient à l'échanger contre Harold qui se livre de lui-même. 
Dans les jours qui suivent, John, Shaw et Root mettent tout en œuvre pour trouver Harold mais aucun agent de Decima ne trahit leur chef, préférant se suicider. Mais la Machine les contacte car ils doivent protéger 5 numéros de Vigilance : Contrôle (le directeur de la NSA), Kyle Holocombe (le Conseiller Spécial du Président), Rivera (Joseph Melendez), le Sénateur Garrison et un autre numéro que la Machine doit identifier. Provoquant un blackout dans toute la ville pour provoquer le chaos, Collier et ses hommes parviennent sans grande difficulté à kidnapper Contrôle et Rivera tout en tuant Holocombe. Collier parvient ensuite à kidnapper Garrison et Greer (qui est en fait le 5e numéro) mais aussi Harold qui est était détenu par ce dernier. Les 5 otages sont emmenés dans un tribunal de New York où Vigilance avait préparé un spectacle à leur attention. Ils ont convoqué les médias afin que le monde découvre comment ces 5 individus ont volé la liberté du peuple américain et du monde entier. Un procès est alors mis en place et Rivera est le premier à être appelé à la barre. Après avoir protesté, il se fait exécuter. Dans un flashback, nous découvrons la motivation de Peter Collier, de son vrai nom Peter Brandt, qui s'est juré de se venger du Gouvernement après que son frère se soit suicidé. Ce dernier fut accusé à tort avec des preuves montées de toutes pièces. C'est alors que Vigilance prend contact avec lui et qu'il en devient progressivement le meneur. Pour retrouver Finch, John s'allie à Hersh (Boris McGiver), pendant que Shaw part aider Root, qui elle doit rejoindre un entrepôt contenant l'un des centres de données de Samaritain, afin de le saboter. Au tribunal, les hommes de Vigilance sont attaqués par ceux de Decima qui mettent Collier en échec. Après avoir assuré le retour de Contrôle et de Garrison à Washington, Greer révèle à Collier et à Harold qu'il est le fondateur de Vigilance. Il avait besoin de l'influence de ce groupe pour discréditer le programme "Aurores Boréales" (la Machine) afin que Samaritain puisse voir le jour après un attentat terroriste. Bien que Vigilance n'ait planifié aucun attentat, Decima avait préparé une bombe qui exploserait dès que le courant de New York serait de retour. Malgré les efforts de Hersh pour l'empêcher, il figure parmi les victimes. Collier se fait à son tour exécuter avant que Harold se fasse sauver in extremis par John qui force Greer à se retirer. Ce dernier appelle Garrison et celui-ci lui octroie les données de la NSA, nécessaire pour que Samaritain soit complètement opérationnel. Un nouvel ordre commence à s'installer, en commençant par New York où tous les membres de Vigilance se font exécuter, non sans dommages collatéraux. Harold, John, Shaw et Root sont eux aussi pris pour cible mais grâce à 7 serveurs sabotés afin que l'IA malveillante ignore leurs identités et celles de leurs alliés (Greenfield, Casey et Raïzo). Mais le groupe est obligé de se séparer et de se fondre parmi la masse avec de nouvelles identités afin de survivre. De son côté, Greer fait la connaissance de Samaritain qui lui demande quelles sont ses instructions. Le vieil homme lui répond que c'est le contraire et lui demande à son tour quelles sont ses instructions. L'IA cherche une solution...

## Distribution

### Acteurs principaux
- Jim Caviezel (VF : Jean-Pierre Michaël) : John Reese
- Michael Emerson (VF : Jean-Luc Kayser) : Harold Finch
- Taraji P. Henson (VF : Annie Milon) : Lieutenant Joss Carter (épisodes 1 à 9)
- Kevin Chapman (VF : Gérard Darier) : Lieutenant Lionel Fusco
- Amy Acker (VF : Laëtitia Lefebvre) : Samantha « Sam » Groves alias « Root »
- Sarah Shahi (VF : Charlotte Marin) : Sameen Shaw

### Acteurs récurrents
- John Nolan (VF : Jean-Bernard Guillard) : John Greer (8 épisodes)
- Leslie Odom Jr. (VF : Daniel Lobé) : Peter Collier (8 épisodes)
- Robert John Burke (VF : Guillaume Orsat) : Officier Patrick Simmons (6 épisodes)
- Boris McGiver (VF : Daniel Lafourcade) : Robert Hersh (6 épisodes)
- Camryn Manheim (VF : Josiane Pinson) : Contrôle (6 épisodes)
- Brian Wiles (VF : Adrien Larmande) : Mike Laskey (5 épisodes)
- Clarke Peters (VF : Jean-Claude Sachot) : Alonzo Quinn (5 épisodes)
- John Doman (VF : Philippe Crubézy) : Sénateur Ross Garrison (5 épisodes)
- Enrico Colantoni (VF : Guillaume Lebon) : Carl Elias (4 épisodes)
- Al Sapienza (VF : Alexandre Cross) : Lieutenant Raymond Terney (4 épisodes)
- David Valcin (VF : Raphaël Cohen) : Anthony S. Marconi alias « Scarface » (3 épisodes - récurrence à travers les saisons)
- Morgan Spector (VF : Jérémy Bardeau) : Peter Yogorov (2 épisodes - récurrence à travers les saisons)
- Kwoade Cross (VF : Gabriel Bismuth-Bienaimé) : Taylor Carter (2 épisodes - récurrence à travers les saisons)
- Saul Rubinek (VF : José Luccioni) : Arthur Claypool (2 épisodes)
- Paige Turco (VF : Micky Sébastian) : Zoe Morgan (1 épisode - récurrence à travers les saisons)
- Jay O. Sanders (VF : Michel Bedetti) : le conseiller spécial (1 épisode - récurrence à travers les saisons)
- Annie Parisse (VF : Natacha Muller) : Kara Stanton (1 épisode - récurrence à travers les saisons)
- Carrie Preston (VF : Ninou Fratellini) : Grace Hendricks (1 épisode - récurrence à travers les saisons)

### Invités
- Bruce Altman (VF : Guy Chapelier) : Dr Ronald Carmichael (épisodes 1 et 3)
- Rey Valentin (en) (VF : Damien Boisseau) : Jack Salazar (épisode 1)
- Max Martini : RIP (épisode 1)
- Alano Miller : R. J. Phillips (épisode 1)
- David Alan Basche : Wayne Kruger (épisode 2)
- Gary Basaraba : Stu Sommers (épisode 2)
- Paul Urcioli : Barry Timmons (épisode 2)
- Warren Blosjo : Ian Murphy (épisode 3)
- Ron Raines (en) : Bruce Wellington (épisode 3)
- Kathleen Rose Perkins (VF : Sybille Tureau) : Vanessa Watkins (épisode 4)
- Annika Boras : Nicole Townsend (épisode 4)
- Paul Ben-Victor : Lieutenant Gary Cameron (épisode 4)
- Daniel Cosgrove (VF : Damien Boisseau) : Jeremy Watkins (épisode 4)
- Anthony Criss (en) : Reginald « Reverb » Marshall (épisode 4)
- Jennifer Ikeda : Dr Rachel Jensen (épisode 4)
- Danielle Kotch : Genrika Zhirova (épisode 5)
- Christopher Patrick Murney : Tremors (épisode 5)
- Joseph Parks (VF : Fabrice Trojani) : Vadim Loginov (épisode 5)
- Stephen Tyrone Williams : Joseph Kent (épisode 5)
- Kirk Acevedo : Timothy Sloan (épisode 6)
- Peter Von Berg : Morozov (épisode 6)
- Donnie Keshawarz (en) (VF : Bruno Choël) : Nick Breckenridge (épisode 6)
- Michael Esper : Jason Greenfield (épisodes 6 et 22)
- Aaron Staton : Hayden Price (épisode 7)
- Jennifer Ferrin (en) : Natalie Boal (épisode 7)
- Carsten Norgaard : Sven Vanger (épisode 7)
- Paul O'Brien : Juge Andrew Monahan (épisodes 8 et 9)
- Matt Dellapina : Officier Brady (épisodes 8 et 9)
- Laz Alonso (VF : Serge Faliu) : Paul Carter (épisodes 8 et 10)
- Nick Mennell (en) : Nikolai (épisode 8)
- Lee Tergesen : Lieutenant Petersen (épisode 9)
- Khalil Kain : Officier Lin (épisode 9)
- Sean McCarthy : Lee Fusco (épisode 9)
- Brian Tarantina (en) : Yorke (épisode 10)
- Ross Degraw : Blake Ransone (épisode 10)
- Richard Brooks : Pollack, le chef des Marshals (épisode 10)
- Jeanne Serralles : Ross (épisode 11)
- Tom Degnan (VF : Loïc Houdré) : Agent Easton (épisode 11)
- Tuck Milligan : le père de Finch (épisodes 11 et 12)
- Alma Cuervo (en) : Diane Claypool (épisode 12)
- Justin Morck : Heyward (épisode 12)
- Samm Levine : Owen Matthews (épisode 13)
- Sally Pressman : Holly (épisode 13)
- Elaine Tan (en) : Kelli (Jiao) Lin (épisode 14)
- Henri Lubatti (VF : Éric Legrand) : Agent Alain Bouchard (épisode 14)
- Anthony Mangano (en) (V. F. : Yann Le Madic) : Lieutenant Kane (épisode 15)
- Melissa Sagemiller : Sandra Nicholson (épisode 15)
- Tyler Evans : Lieutenant Macintyre (épisode 15)
- Gavin Stenhouse  : Lieutenant Jake Harrison (épisode 15)
- Neil Jackson : Rick Dillinger (épisode 16)
- Joseph Mazzello : Daniel Casey (épisodes 16 et 22)
- Julian Ovenden : Lambert (épisodes 16 et 23)
- Yul Vazquez : Cyrus Wells (épisode 17)
- Colin Donnell : Billy Parsons (épisode 17)
- Peter Rini : Dr Carr (épisode 17)
- Alex Shimizu : Daizo (épisodes 17 et 22)
- Nazneen Contractor : Maria Martinez (épisode 18)
- Haaz Sleiman : Omar (épisode 18)
- Michel Gill :  René LaPointe (épisode 18)
- Nestor Carbonell : Matthew Reed (épisode 19)
- John Heard : Roger McCourt (épisode 20)
- Daniel K. Kim : Virgil (épisode 21)
- Matt Walton (en) : Maybank (épisode 21)
- Diane Davis : Jefferson / Juge Madison (épisodes 22 et 23)
- Joseph Melendez : Rivera (épisodes 22 et 23)
- Peter Scanavino : Adams (épisode 23)

## Production

### Développement
Le 27 mars 2013, la série a été renouvelée pour cette troisième saison de vingt-trois épisodes diffusée les mardis à 22 h aux États-Unis, alors que les deux dernières l'étaient le jeudi à 21 h.

### Casting
Introduite au cours de la deuxième saison, l'actrice Sarah Shahi est promue au statut de principale lors de la troisième saison, suivie d'Amy Acker (vue notamment dans Angel).
Les acteurs Leslie Odom Jr., Warren Blosjo, Kirk Acevedo (vu notamment dans Fringe), Camryn Manheim (vue dans The Practice) et Saul Rubinek (vu entre autres dans Warehouse 13) ont, entre autres, obtenu un rôle récurrent ou d'invité le temps d'un voire plusieurs épisodes (2 ou 3) lors de cette troisième saison.
L'actrice Taraji P. Henson quitte son rôle principal au milieu de cette saison. Elle reviendra toutefois dans des flashbacks d'un épisode de la saison 4.
L'actrice Carrie Preston, la véritable femme de Michael Emerson (Harold Finch), a gardé son rôle dans cette troisième saison pour y jouer Grace Hendricks, l'ex-compagne de Finch.

### Diffusions
Aux États-Unis, cette saison a été diffusée du mardi 24 septembre 2013 au mardi 13 mai 2014 sur CBS. Au Canada, elle a été diffusée en simultané non plus sur le réseau Citytv comme pour les deux premières saisons, mais sur celui de CTV.
La diffusion francophone s'est déroulée ainsi :
En France, les deux premiers épisodes de la saison ont été diffusés le mardi 8 avril 2014 à 21 h sur TF1. Le 15 avril 2014, c'est la série Unforgettable, pour sa deuxième saison inédite, qui a pris le relais dans la case du mardi soir de TF1. La suite de la saison de Person of Interest a été diffusée du 6 janvier 2015, toujours sur TF1 le mardi à 21 h (2 épisodes inédits par soirée), au 10 mars 2015 ;
Au Québec, du 15 octobre 2014 au 29 avril 2015 sur V, tous les mercredis à 20 h, à raison d'un épisode inédit par soirée ;
En Belgique, du 21 octobre 2014 au 23 décembre 2014 sur La Une, chaîne du groupe de la RTBF, tous les mardis à 20 h 20, à raison de deux épisodes inédits par soirée ;
En Suisse, du 16 novembre 2014, au 25 janvier 2015 sur RTS Un, tous les dimanches à 21 h, à raison de deux épisodes inédits par soirée.

## Liste des épisodes

### Épisode 1:Trio de choc
- États-Unis /  Canada : 24 septembre 2013 sur CBS[12] / CTV
- France : 8 avril 2014 sur TF1[15]
- Québec : 15 octobre 2014 sur V[17]
- Belgique : 21 octobre 2014 sur La Une[18]
- Suisse : 16 novembre 2014 sur RTS Un[20],[21]

- États-Unis : 12,44 millions de téléspectateurs[22] (première diffusion)
- Canada : 1,6 million de téléspectateurs[23] (première diffusion)
- France : 6,61 millions de téléspectateurs[24] (première diffusion)
- Belgique : 377 000 téléspectateurs[25] (première diffusion)

- Bruce Altman (Dr Ronald Carmichael)
- Rey Valentin (en) (Quartier-Maître Jack Salazar)
- Max Martini (RIP)
- Alano Miller (Quartier-Maître R. J. Phillips)
- Roman Roytberg (Maksim)
- Dan Amboyer (Don Juan)
- Diane Guerrero (Ashley)
- Steven Ogg (Chuck)
- Paulina Singer (Amber)
- Alberto Bonilla (Rafael)
- Ben Horner (Soldat des Marines)
- Sekou Laidlow (Marin)
- Tony Naumovski (Voyou russe)
- Cosmo Pfeil (Gangster des Devil Dogs)

- Jack Salazar (victime)
- Rafael (victime)
- Don Juan (victime)

### Épisode 2:Rien à cacher
- États-Unis /  Canada : 1er octobre 2013 sur CBS / CTV
- France : 8 avril 2014 sur TF1[15]
- Belgique : 21 octobre 2014 sur La Une[18]
- Québec : 22 octobre 2014 sur V[17]
- Suisse : 16 novembre 2014 sur RTS Un[20],[21]

- États-Unis : 12,35 millions de téléspectateurs[26] (première diffusion)
- Canada : 1,36 million de téléspectateurs[27] (première diffusion)
- France : 6,00 millions de téléspectateurs[24] (première diffusion)

- David Alan Basche (Wayne Kruger)
- Gary Basaraba (Stu Sommers)
- Paul Urcioli (Barry Timmons)
- Megan Stanke (Haley)
- Shannon Sullivan (Karen Mills)
- Bradford Cover (Aubrey Hayes)
- Tom Tammi (Neal Jenkins)
- Bridget Ann White (Deedee Kruger)

- Wayne Kruger (criminel et victime)

### Épisode 3:Une revanche à prendre
- États-Unis /  Canada : 8 octobre 2013 sur CBS / CTV
- Belgique : 28 octobre 2014 sur La Une[18]
- Québec : 29 octobre 2014 sur V[17]
- Suisse : 23 novembre 2014 sur RTS Un[21]
- France : 6 janvier 2015 sur TF1[15],[16]

- États-Unis : 11,65 millions de téléspectateurs[28] (première diffusion)
- Canada : 1,33 million de téléspectateurs[29] (première diffusion)
- France :
  - 6,79 millions de téléspectateurs[30] (première diffusion)
  - 7,3 millions de téléspectateurs[31] (première diffusion + différé 7 jours)

- Bruce Altman (Dr Ronald Carmichael)
- Warren Blosjo (Ian Murphy)
- Ron Raines (en) (Bruce Wellington)
- Kyle Sutton (Alexander Wyatt)
- Antonio Edwards Suarez (Voyou)

- Ian Murphy (victime)

### Épisode 4:À la vie, à la mort
- États-Unis /  Canada : 15 octobre 2013 sur CBS / CTV
- Belgique : 28 octobre 2014 sur La Une[18]
- Québec : 5 novembre 2014 sur V[17]
- Suisse : 23 novembre 2014 sur RTS Un[21]
- France : 6 janvier 2015 sur TF1[15],[16]

- États-Unis : 12,69 millions de téléspectateurs[32] (première diffusion)
- Canada : 1,48 million de téléspectateurs[33] (première diffusion)
- France : 5,86 millions de téléspectateurs[30] (première diffusion)

- Kathleen Rose Perkins (Vanessa Watkins)
- Annika Boras (Nicole Spencer)
- Paul Ben-Victor (Lieutenant Gary Cameron)
- Daniel Cosgrove (Jeremy Watkins)
- Anthony Criss (en) (Reginald « Reverb » Marshall)
- Jennifer Ikeda (Dr Rachel Jensen)
- Jennifer Restivo (Sarah Ellis)
- Tim Jerome (Frank Morton)
- Emily Hsu (Olivia)
- Catherine Eaton (Jillian)
- Stephen Bradbury (Vieil homme)
- Akim Black (Garçon)
- Sean Phillips (Policier)
- David. H. Holmes (Voyou)

L'équipe se penche sur le cas d'une procureur qui aurait tué son mari. Après de nombreux rebondissements, Reese et Finch finissent par découvrir que le prétendu défunt mari est en fait toujours en vie et que ce dernier a piégé sa femme pour faire croire qu'elle l'a tué. Reese laisse la femme tuer son ancien compagnon.
- Vanessa Watkins (criminelle)
- Dr Rachel Jensen (victime)

### Épisode 5:Sur écoute
- États-Unis /  Canada : 22 octobre 2013 sur CBS / CTV
- Belgique :  4 novembre 2014 sur La Une[18]
- Québec : 12 novembre 2014 sur V[17]
- Suisse : 30 novembre 2014 sur RTS Un[21]
- France : 13 janvier 2015 sur TF1[15]

- États-Unis : 13,17 millions de téléspectateurs[34] (première diffusion)
- Canada : 1,45 million de téléspectateurs[35] (première diffusion)
- France : 6,40 millions de téléspectateurs[36] (première diffusion)

- Danielle Kotch (Genrika Zhirova)
- Christopher Patrick Murney (Tremors)
- Joseph Parks (Vadim Loginov)
- Stephen Tyrone Williams (Joseph Kent)
- Ava Szymanski (Sameen)
- Jun Naito (Murakami)
- Gregory Wooddell (Eric Mathers)
- Robert C. Kirk (Jerry)
- Marja Harmon (Ambulancier)

- Genrika Zhirova (victime)
- Eric Mathers (victime)

- Cet épisode a réalisé la meilleure audience de la saison aux États-Unis[34].
- Le titre original de cet épisode peut également s'écrire en alphabet cyrillique, Разговор.

### Épisode 6:À la croisée des destins
- États-Unis /  Canada : 29 octobre 2013 sur CBS / CTV
- Belgique :  4 novembre 2014 sur La Une[18]
- Québec : 19 novembre 2014 sur V[17]
- Suisse : 30 novembre 2014 sur RTS Un[21]
- France : 13 janvier 2015 sur TF1[15]

- États-Unis : 12 millions de téléspectateurs[37] (première diffusion)
- Canada : 1,61 million de téléspectateurs[38] (première diffusion)
- France : 5,61 millions de téléspectateurs[36] (première diffusion)

- Kirk Acevedo (Timothy Sloan)
- Peter Von Berg (Morozov)
- Donnie Keshawarz (en) (Nick Breckenridge)
- Michael Esper (Jason Greenfield)
- Michael Zlabinger (Transporteur)
- Sean Dougherty (Homme masqué)

Shaw, qui a été enlevée sur ordre de la Machine par Root, est obligée de travailler avec cette dernière. Les deux femmes savent seulement que cette mission, donnée par la Machine, concerne la survie de cette dernière. Elles doivent sauver un homme, Jason Greenfield, un hacker qui faisait partie de l’organisation de Peter Collier mais qui a voulu la quitter.
L’organisation, maintenant connue sous le nom de « Vigilance », menace de le tuer, ainsi que son frère adoptif, Timothy Sloan. Celui-ci s'avère être le nouveau numéro donné par la Machine à Finch. Cependant, ce dernier, Reese, Shaw et Root parviennent à sauver les deux hommes mais Collier arrive quand même à s'enfuir. Root est désormais enfermée dans la bibliothèque de Finch, sans contact avec la Machine.
- Timothy Sloan (victime)

### Épisode 7:L'Enchère de trop
- États-Unis /  Canada : 5 novembre 2013 sur CBS / CTV
- Belgique :  11 novembre 2014 sur La Une[18]
- Québec : 26 novembre 2014 sur V[17]
- Suisse : 7 décembre 2014 sur RTS Un[21]
- France : 20 janvier 2015 sur TF1[15]

- États-Unis : 11,79 millions de téléspectateurs[39] (première diffusion)
- Canada : 1,58 million de téléspectateurs[40] (première diffusion)
- Belgique : 372 900 téléspectateurs[41] (première diffusion)
- France : 6,32 millions de téléspectateurs[42] (première diffusion)

- Aaron Staton (Hayden Price)
- Jennifer Ferrin (en) (Natalie Boal)
- Carsten Norgaard (Sven Vanger)
- Steve Rosen (Nagel)
- Michael Cyril Creighton (Russell)
- James Joseph O’Neil (Decker)
- Brian Keane (Sykes)
- Luis Scott (Garçon aux sodas)
- Peter Brouwer (Commissaire-priseur)

- Hayden Price (victime)

### Épisode 8:L'Assaut final
- États-Unis /  Canada : 12 novembre 2013 sur CBS / CTV
- Belgique :  11 novembre 2014 sur La Une[18]
- Québec : 3 décembre 2014 sur V[17]
- Suisse : 7 décembre 2014 sur RTS Un[21]
- France : 20 janvier 2015 sur TF1[15]

- États-Unis : 12,6 millions de téléspectateurs[43] (première diffusion)
- Canada : 1,5 million de téléspectateurs[44] (première diffusion)
- Belgique : 328 700 téléspectateurs[41] (première diffusion)
- France : 5,43 millions de téléspectateurs[42] (première diffusion)

- Paul O'Brien (Juge Andrew Monahan)
- Matt Dellapina (Officier Brady)
- Laz Alonso (Paul Carter)
- Nick Mennell (en) (Nikolai)
- Ben Livingston (Agent Barnes du FBI)
- Tre Jamison (Taylor Carter jeune)
- Jeb Kreager (Lieutenant Stan Mitchell)
- Tony Ward (Officier Vogel)
- Markita Prescott (Lori)
- Aleksander Mici (Conducteur russe)
- Dustyn Gulledge (Passager russe)
- Tom Patrick Stephens (Policier contrôlant la circulation)

- Alonzo Quinn (criminel et victime)
- 37 membres du « HR » (criminels et victimes), dont Patrick Simmons
- 23 membres de la mafia russe (criminels et victimes), dont Peter Yogorov

- Cet épisode est le premier d'un triple épisode événement, commençant par L'Assaut final et se finissant avec Le Syndrome du survivant[45].

### Épisode 9:La Traversée de New York
- États-Unis /  Canada : 19 novembre 2013 sur CBS / CTV
- Belgique :  18 novembre 2014 sur La Une[18]
- Suisse : 14 décembre 2014 sur RTS Un[21]
- Québec : 21 janvier 2015 sur V[17]
- France : 27 janvier 2015 sur TF1[15]

- États-Unis : 12,28 millions de téléspectateurs[46] (première diffusion)
- Canada : 1,84 million de téléspectateurs[47] (première diffusion + différé 7 jours)
- Belgique : 318 400 téléspectateurs[48] (première diffusion)
- France : 6,29 millions de téléspectateurs[49] (première diffusion)

- Sean McCarthy (Lee Fusco)
- Paul O'Brien (Juge Andrew Monahan)
- Matt Dellapina (Officier Brady)
- Lee Tergesen (Lieutenant Petersen)
- Khalil Kain (Officier Lin)
- Luis Da Silva, Jr. (Chef des Trinitarios)
- Jas Anderson (Chef des Bloods)
- Paul Woodburn (Garde Ed)
- Devin Ratray (Policier chargé de la circulation)
- Cullen R. Titmas (Lieutenant du « HR »)
- Jay Ward (Policier no 1)
- Taylor C. Hays (Policier no 2)
- Zachary Fine (Agent fédéral)

- John Reese (victime)
- Patrick Simmons (criminel)

- Cet épisode est le deuxième d'un triple épisode événement, commençant par L'Assaut final et se finissant avec Le Syndrome du survivant[45].
- Le showrunner Greg Plageman a révélé que le baiser entre John et Carter n'était pas prévu dans le script. Les acteurs Jim Caviezel (Reese) et Taraji P. Henson (Carter) l'ont fait de manière naturelle et spontanée par rapport à l’évolution de leur personnage et l'équipe créative a observé que cela apportait un plus indéniable à la scène et a donc décidé de le laisser[50].
- Afin de ne pas ébruiter la mort de Carter avant la diffusion originale de l'épisode, des scènes alternatives ont été filmées avec dans chacune d'entre elles un personnage différent mourant. Greg Plageman a apporté lui-même les disques contenant les scènes en postproduction afin d'éviter les fuites sur internet[51].

### Épisode 10:Le Syndrome du survivant
- États-Unis /  Canada : 26 novembre 2013 sur CBS / CTV
- Belgique :  18 novembre 2014 sur La Une[18]
- Suisse : 14 décembre 2014 sur RTS Un[21]
- France : 27 janvier 2015 sur TF1[15]
- Québec : 28 janvier 2015 sur V[17]

- États-Unis : 11,89 millions de téléspectateurs[52] (première diffusion)
- Canada : 2,03 millions de téléspectateurs[53] (première diffusion + différé 7 jours)
- Belgique : 316 200 téléspectateurs[48] (première diffusion)
- France : 5,79 millions de téléspectateurs[49] (première diffusion)

- Laz Alonso (Paul Carter)
- Brian Tarantina (en) (Yorke)
- Ross Degraw (Blake Ransone)
- Richard Brooks (Pollack, le chef des Marshals)
- Jessica Hecht (Psychiatre)
- David Fonteno (Interrogateur de l'hôpital)
- Kevin O'Rourke (Psychologue des forces spéciales)
- Bruce Winant (Manager de QMI)
- Brett G. Smith (Chef d'équipe)
- Kohler McKenzie (Marshal no 1)
- Shawn T. Andrew (Marshal no 2)
- Damian Young (Thérapeute)
- Regi Huc (Membre de l'équipe 1)

- Patrick Simmons (victime)

- Cet épisode est le troisième et dernier d'un triple épisode événement, commençant par L'Assaut final et se finissant avec Le Syndrome du survivant[45].
- C'est aussi la première fois qu'un criminel devient une victime en deux épisodes séparés. En effet, dans la fin de l'épisode précédent (La Traversée de New-York), il y a un appel de la Machine pour prévenir de l'arrivée de Simmons (criminel) au moment où Carter se fait tuer. Dans cet épisode, il joue alors le rôle de la victime.

### Épisode 11:Mémoire morte
- États-Unis /  Canada : 17 décembre 2013 sur CBS / CTV
- Belgique :  25 novembre 2014 sur La Une[18]
- Suisse : 21 décembre 2014 sur RTS Un[21]
- France : 3 février 2015 sur TF1[15]
- Québec : 4 février 2015 sur V[17]

- États-Unis : 12,4 millions de téléspectateurs[54] (première diffusion)
- Canada : 1,52 million de téléspectateurs[55] (première diffusion + différé 7 jours)
- Belgique : 340 700 téléspectateurs[56] (première diffusion)
- France : 5,67 millions de téléspectateurs[57] (première diffusion)

- Jeanne Serralles (Ross)
- Tom Degnan (Agent Easton)
- Tuck Milligan (Père de Finch)
- Parker Brightman (Finch jeune)
- Nambi E. Kelley (Infirmière des Claypool)
- Joe Urban (Motard no 1)
- Eric T. Miller (Chauffeur routier)

- Arthur Claypool (victime)

### Épisode 12:Samaritain
- États-Unis /  Canada : 7 janvier 2014 sur CBS / CTV
- Belgique :  25 novembre 2014 sur La Une[18]
- Suisse : 21 décembre 2014 sur RTS Un[21]
- France : 3 février 2015 sur TF1[15]
- Québec : 11 février 2015 sur V[17]

- États-Unis : 12,1 millions de téléspectateurs[58] (première diffusion)
- Canada : 2,04 millions de téléspectateurs[59] (première diffusion + différé 7 jours)
- Belgique : 317 700 téléspectateurs[56] (première diffusion)
- France : 5,16 millions de téléspectateurs[57] (première diffusion)

- Alma Cuervo (en) (Diane Claypool)
- Justin Morck (Heyward)
- Jennifer Lim (Directrice de la banque)
- Tuck Milligan (Père de Finch)
- Chris Bert (Finch jeune)
- Donnie Kehr (Supérieur)
- Mark David Watson (Voyou)

- Arthur Claypool (victime)

- La personne d'intérêt est la même que dans l'épisode précédent (Arthur Claypool).

### Épisode 13:Trafic à haute altitude
- États-Unis /  Canada : 14 janvier 2014 sur CBS / CTV
- Belgique :  2 décembre 2014 sur La Une[18]
- Suisse : 28 décembre 2014 sur RTS Un[21]
- France : 10 février 2015 sur TF1[15]
- Québec : 18 février 2015 sur V[17]

- États-Unis : 12,54 millions de téléspectateurs[60] (première diffusion)
- Canada : 2,03 millions de téléspectateurs[61] (première diffusion + différé 7 jours)
- France : 6,37 millions de téléspectateurs[62] (première diffusion)

- Samm Levine (Owen Matthews)
- Sally Pressman (Holly)
- Geraldine Hughes (Brenda)
- Adam Henry Garcia (Carlos)
- Bill English (Foster)
- Maechi Aharanwa (Employée à la porte d'embarquement)
- Lucy Martin (Vieille femme)
- Marc Kudisch (Homme d'affaires)
- Wallace Smith (Pilote)
- Michael A. Newcomer (Copilote)
- John E. Brady (Marshal no 2)
- David Anzuelo (Paramilitaire colombien)

- Owen Matthews (victime)

- Les passagers de l'avions regardaient La Mort aux trousses d'Alfred Hitchcock.
- Fusco et Root n'apparaissent pas dans cet épisode.
- Le titre original désigne la place qu'occupe la personne d'intérêt dans l'avion

### Épisode 14:L'Art du vol
- États-Unis /  Canada : 4 février 2014 sur CBS / CTV
- Belgique :  2 décembre 2014 sur La Une[18]
- Suisse : 28 décembre 2014 sur RTS Un[21]
- France : 10 février 2015 sur TF1[15]
- Québec : 25 février 2015 sur V[17]

- États-Unis : 12,35 millions de téléspectateurs[63] (première diffusion)
- Canada : 1,82 million de téléspectateurs[64] (première diffusion + différé 7 jours)
- France : 5,67 millions de téléspectateurs[62] (première diffusion)

- Elaine Tan (en) (Kelli (Jiao) Lin)
- Henri Lubatti (Agent Alain Bouchard)
- Gene Farber (Cyril)
- Chris Jackson (Farrow)
- Stelio Savante (Aris)
- Chloe Cheng (Kai Lin)
- James Hindman (Directeur du musée)
- Alexander Salamat (Policier)
- Megan Byrne (Employée du musée)
- Nick Dillenburg (Garde armé)
- Curt Bouril (Garde)

- Kelli (Jiao) Lin (criminelle)

### Épisode 15:Dernier Appel
- États-Unis /  Canada : 25 février 2014 sur CBS / CTV
- Belgique :  9 décembre 2014 sur La Une[18]
- Suisse : 4 janvier 2015 sur RTS Un[21]
- France : 17 février 2015 sur TF1[15]
- Québec : 4 mars 2015 sur V[17]

- États-Unis : 11 millions de téléspectateurs[65] (première diffusion)
- Canada : 1,91 million de téléspectateurs[66] (première diffusion + différé 7 jours)
- Belgique : 371 400 téléspectateurs[67] (première diffusion)
- France : 6,02 millions de téléspectateurs[68] (première diffusion)

- Anthony Mangano (en) (Lieutenant Kane)
- Melissa Sagemiller (Sandra Nicholson)
- Tyler Evans (Lieutenant Macintyre)
- Gavin Stenhouse (Lieutenant Jake Harrison)
- Julian Shatkin (Aaron Hollenberg)
- Robbie Collier Sublett (Brent Holm)
- Kathleen McNenny (Gina Kincaid)
- David Andrew MacDonald (Ron Kincaid)
- Omar Gonzalez (Solano)
- Carson Elrod (Todd)
- Andrew Dolan (Spécialiste en médecine légale)
- Barrett Doss (Stagiaire)
- Nikiya Mathis (Opératrice A)
- Jesse Jensen (Opérateur B)
- John Eric Parker (Agent de sécurité)
- Adam Pagdon (Homme)
- Tommy Walker (Chauffeur de la limousine)

- Sandra Nicholson (victime)

### Épisode 16:Avant Reese
- États-Unis /  Canada : 4 mars 2014 sur CBS / CTV
- Belgique :  9 décembre 2014 sur La Une[18]
- Suisse : 4 janvier 2015 sur RTS Un[21]
- France : 17 février 2015 sur TF1[15]
- Québec : 11 mars 2015 sur V[17]

- États-Unis : 10,64 millions de téléspectateurs[69] (première diffusion)
- Canada : 1,9 million de téléspectateurs[70] (première diffusion + différé 7 jours)
- Belgique : 306 400 téléspectateurs[67] (première diffusion)
- France : 5,37 millions de téléspectateurs[68] (première diffusion)

- Neil Jackson (Rick Dillinger)
- Joseph Mazzello (Daniel Casey)
- Casey Siemaszko (Lester Strickland)
- Julian Ovenden (Lambert)
- Dillan Arrick (Haley McNabb)

2010 : Alors que Nathan Ingram vient de mourir, Harold s'est enfin décidé à utiliser la liste « non pertinente » pour sauver des innocents. Il fait donc appel à Rick Dillinger, un mercenaire, travaillant pour l'argent et n'hésitant pas à tirer dans la tête de ses adversaires plutôt que dans leurs rotules. Leur numéro se trouve être Daniel Casey, jeune homme embauché par le gouvernement afin de tester leurs différents systèmes informatiques et voir s'il n'existe pas des brèches. Il avait notamment été envoyé quelque part dans le Pacifique pour tester un système, une machine, qui était de loin la plus puissante qu'il ait jamais vu et sans aucune faille. Cependant, il a repéré une porte dérobée et a copié une partie du code de ce système sur son ordinateur avant que le système s'en aperçoive et l'expulse en s’adaptant à son hack. Daniel s'étant rendu compte que le gouvernement l'utilisait non pas pour trouver des failles mais pour trouver un moyen d'accéder au système, décide de renoncer. Cependant, il s'est retrouvé dans le coffre d'une voiture, avec une lettre de suicide. Ayant réussi à s'échapper à temps, il prend son ordinateur contenant la portion du code et essaye de dénoncer cet abus du gouvernement à New York. C'est là qu'intervient Dillinger, se rendant compte qu'un autre couple surveille aussi le jeune homme : Reese et Stanton, alors encore à la CIA et mandatés par le conseiller spécial sur ordre de Contrôle. Mais ce n'est pas tout, alors que Casey croit parler à un agent censé signaler les abus du gouvernement, cet homme se révèle être un homme de main de Greer, qui veut lui aussi récupérer l'ordinateur. Dillinger parvient à amener Casey à la bibliothèque et quand ce dernier commence à parler du système, Finch décide d'envoyer Dillinger faire un tour. En effet, il s'est rendu compte que le système dont Casey parle est un fragment du code de la Machine. Il ne veut pas que cela s'ébruite et que Dillinger soit au courant de la façon dont il a ses numéros. Harold profite alors d'un moment d’inattention de Casey pour implanter un virus dans le code de Casey afin de protéger la Machine sur le long terme. Toutefois, Dillinger avait placé un micro dans la pièce et a tout entendu de la conversation. Il administre un sédatif à Harold et s'en va avec l'ordinateur. À son réveil, Casey a également disparu. Il est entre les mains de la CIA, et plus particulièrement de John Reese. Alors qu'il a pour ordre de le tuer, John s’aperçoit qu'il n'est pas un traître et décide de le laisser partir. De son côté, malgré les avertissements d'Harold, Dillinger décide de vendre l'ordinateur à des chinois. Cependant, une nouvelle agent du gouvernement, Shaw, tue presque tout le monde, sauf un chinois qui parvient à s'enfuir avec l'ordinateur.
Plus tard, Reese et Stanton sont envoyés en Chine, à Ordos, afin de récupérer cet ordinateur. Mais, une fois que Reese et Stanton auront confirmé qu'il s'agit bien du bon ordinateur, sur ordre de Contrôle, chaque partenaire a reçu de tuer l'autre car il a été compromis. Malgré cela et une frappe aérienne, les deux agents s'en sortent tous les deux vivants.
2014 :
Root apparaît dans la maison de Casey. Elle lui dit de prendre du liquide et son passeport afin d'aller en Colombie, chercher Jason Greenfield, un hacker qui faisait partie de l’organisation « Vigilance » mais qui a voulu la quitter.
Situation chronologique de l'épisode :
- Daniel Casey (victime)
- Haley McNabb (victime)

### Épisode 17:Le Complot
- États-Unis /  Canada : 18 mars 2014 sur CBS / CTV
- Belgique :  9 décembre 2014 sur La Une[18]
- Suisse : 11 janvier 2015 sur RTS Un[21]
- France : 24 février 2015 sur TF1[15]
- Québec : 18 mars 2015 sur V[17]

- États-Unis : 10,94 millions de téléspectateurs[71] (première diffusion)
- Canada : 1,75 million de téléspectateurs[72] (première diffusion + différé 7 jours)
- France : 5,95 millions de téléspectateurs[73] (première diffusion)

- Yul Vazquez (Cyrus Wells)
- Colin Donnell (Billy Parsons)
- Peter Rini (Dr Carr)
- Danielle Di Vecchio (Capitaine Divecchio)
- Alex Shimizu (Daizo)
- Steve Lord (Voyou)
- Matthew Stocke (Coursier)
- Joe Gately (Garde)
- Rose Sias (Policier)

- Cyrus Wells (victime)

- /, le titre original de l'épisode, peut faire référence au fait qu'en informatique, pour le système d'exploitation Unix, chaque répertoire (ou dossier) soit séparé par un « / ». Cela peut également faire référence au fait que, toujours pour le même système d'exploitation Unix, le répertoire racine (base de tous les autres répertoires) soit le dossier « / ». L’expression « répertoire racine » peut être traduite en anglais par « Root Directory » faisant ainsi référence au personnage de Root.

### Épisode 18:Diplomatie
- États-Unis /  Canada : 25 mars 2014 sur CBS / CTV
- Belgique :  16 décembre 2014 sur La Une[18]
- Suisse : 11 janvier 2015 sur RTS Un[21]
- France : 24 février 2015 sur TF1[15]
- Québec : 25 mars 2015 sur V[17]

- États-Unis : 12,23 millions de téléspectateurs[74] (première diffusion)
- Canada : 1,87 million de téléspectateurs[75] (première diffusion + différé 7 jours)
- France : 5,28 millions de téléspectateurs[73] (première diffusion)

- Nazneen Contractor (Maria Martinez)
- Haaz Sleiman (Omar)
- Michel Gill (René LaPointe)
- William Abadie (Christos Sevon)
- Casey Biggs (Ken Davis)
- Usman Ally (Jamal)
- Nicholas Kohn (Gardien de prison no 1)
- Amr El-Bayoumi (Légionnaire no 3)
- Robert L. Gorman (Homme énervé)
- Malachy Cleary (Avocat)
- Maceo Oliver (Patrouilleur du NYPD)
- Alec Beard (Garde des Nations unies no 1)

La nouvelle personne d'intérêt désignée par la Machine se trouve être Maria Martinez, une jeune femme travaillant pour une société installant de très gros générateurs électriques dans les pays de Moyen-Orient. Cependant, quelques mois plus tôt, alors qu'elle se trouvait en Irak avec son petit ami, qui lui sert d’interprète, 6 très puissants générateurs sont volés sous leurs yeux. Le vol a été orchestré par le patron de Maria avec l'aide de diplomates corrompus des Nations unies. Maria et son petit ami étaient donc devenus la cible de ces personnes car ils en savaient trop. L'équipe arrive à sauver la jeune femme en s'introduisant notamment au siège des Nations unies et empêchent le renvoi du petit ami, Omar, en Irak, où il aurait surement été tué.
- Maria Martinez (victime)

### Épisode 19:Une soirée inoubliable
- États-Unis /  Canada : 1er avril 2014 sur CBS / CTV
- Belgique :  16 décembre 2014 sur La Une[18]
- Suisse : 18 janvier 2015 sur RTS Un[21]
- France : 3 mars 2015 sur TF1[15]
- Québec : 1er avril 2015 sur V[17]

- États-Unis : 11,45 millions de téléspectateurs[76] (première diffusion)
- Canada : 2,03 millions de téléspectateurs[77] (première diffusion + différé 7 jours)
- France : 5,87 millions de téléspectateurs[78] (première diffusion)

- Nestor Carbonell (Matthew Reed)
- Sandy Rosenberg (Leona Wainwright)
- Rosa Arredondo (Alice)
- Joseph Daniel Coots (Officier Tanner)
- Jared Johnston (Cabbie)
- Rob McClure (Doug)
- James McMenamin (Toke)
- Timothy Devlin (Phil)
- Ryan Garbayo (Homme réceptionniste)
- Jaiden Kaine (Agent fédéral)
- Lipica Shah (Assistant du secrétaire)
- Kelly McCormick (Femme no 1)
- Elisa Van Duyne (Femme no 2)
- Crystal Kellogg (Femme no 3)
- Mark Light Orr (Garde du FBI)
- Jim Watkins (Journaliste no 1)
- Chagmion Atoine (Journaliste no 2)

- Matthew Reed (criminel)
- Leona Wainwright (victime)

### Épisode 20:Le Dilemme
- États-Unis /  Canada : 15 avril 2014 sur CBS / CTV
- Belgique :  16 décembre 2014 sur La Une[18]
- Suisse : 18 janvier 2015 sur RTS Un[21]
- France : 3 mars 2015 sur TF1[15]
- Québec : 8 avril 2015 sur V[17]

- États-Unis : 10,74 millions de téléspectateurs[79] (première diffusion)
- Canada : 1,79 million de téléspectateurs[80] (première diffusion + différé 7 jours)
- France : 5,18 millions de téléspectateurs[78] (première diffusion)

- John Heard (Roger McCourt)
- Morocco Omari (Carlson)
- Tracy Howe (Duran)
- Stephanie Gibson (Leslie)
- Luis Bordoy (Ray)
- Murphy Guyer (en) (Dunphy)
- Marcus Lorenzo (Julio)
- Cortez Nance, Jr. (Homme décoiffé)
- Daniel J. Osipowich (Chef du SWAT)
- David Adams (Agent du SWAT)
- Kate Sullivan (Présentatrice no 1)
- Maurice DuBois (Présentateur no 2)

- Roger McCourt (victime)
- Ray (criminel et victime)
- Julio (criminel et victime)

### Épisode 21:À la poursuite de Finch
- États-Unis /  Canada : 29 avril 2014 sur CBS / CTV
- Belgique :  23 décembre 2014 sur La Une[18]
- Suisse : 25 janvier 2015 sur RTS Un[21]
- France : 10 mars 2015 sur TF1[15]
- Québec : 15 avril 2015 sur V[17]

- États-Unis : 11,31 millions de téléspectateurs[81] (première diffusion)
- Canada : 1,69 million de téléspectateurs[82] (première diffusion + différé 7 jours)
- France : 6,29 millions de téléspectateurs[83] (première diffusion)

- Daniel K. Kim (Virgil)
- Matt Walton (en) (Maybank)
- Robert Manning, Jr. (Zachary)
- Kristoffer Cusick (Terry)
- Ross Ruben (Umarov)
- John Herrera (Propriétaire de l'épicerie)
- Rayniel Rufino (Braqueur de l'épicerie)
- John Horton (Prêtre)
- Joey Sorge (Policier)
- David Michael Garry (Docker)
- Tyler Bunch (SDF)

- Grace Hendricks (victime)
- Ricky (criminel)

- Beta, le titre original de l’épisode, est la deuxième lettre de l'alphabet grec. Elle est aussi l'ancêtre de la lettre B. Il s'agit aussi du nom donné à une étape de la conception d'un programme.
- Les transitions entre les différences scènes de l'épisode sont vues depuis l'interface de « Samaritain » désormais.

### Épisode 22:Le Blackout
- États-Unis /  Canada : 6 mai 2014 sur CBS / CTV
- Belgique :  23 décembre 2014 sur La Une[18]
- Suisse : 25 janvier 2015 sur RTS Un[21]
- France : 10 mars 2015 sur TF1[15]
- Québec : 22 avril 2015 sur V[17]

- États-Unis : 10,5 millions de téléspectateurs[85] (première diffusion)
- Canada : 1,7 million de téléspectateurs[86] (première diffusion + différé 7 jours)
- France : 5,48 millions de téléspectateurs[83] (première diffusion)

- Michael Esper (Jason Greenfield)
- Joseph Mazzello (Daniel Casey)
- Alex Shimizu (Daizo)
- Joseph Melendez (Rivera)
- Diane Davis (Jefferson)
- Marc Damon Johnson (Jesse Brandt)
- Robbie Tann (Niall Jacobs)
- Lisa Kron (Janet Wirth)
- Sebastian Maynard-Palmer (Frankie Brandt)
- Kelly Aucoin (Langdon)
- Adi Hanash (Aziz Al-Ibrahim)
- De’Adre Aziza (Shari)
- John Wernke (Agent no 1)

Shaw et Reese traquent des agents de Decima dans le but de retrouver Harold détenu par Greer. Le vieil homme explique à Harold qu'il préfère pour gouverner le monde des machines impartiales (et donc « Samaritain ») plutôt que les hommes corruptibles. Par la suite, la Machine envoie Shaw, par l'intermédiaire de Root, dans un hôtel du centre de New York car la Machine sait qu'il va s'y passer quelque chose mais ne sait pas exactement quoi. Shaw arrive sur les lieux et prend en photos des plaques gouvernementales de voitures stationnées devant l'établissement. Cela aide la Machine qui envoie pas moins de cinq numéros à l'équipe. C'est à ce moment que Contrôle arrive dans l'hôtel pour y rencontrer Garrison afin de discuter de « Samaritain ». Le sénateur convainc Contrôle de l'efficacité du système et du fait que Greer a promis d'endosser toutes les responsabilités en cas de nouvelle fuite ce qui permettrait de blanchir le gouvernement. Plus tard, le directeur de la NSA et le conseiller du président, Rivera, arrivent et s'entretiennent avec Garrison et Contrôle. Cette dernière essaye à son tour de les convaincre de l'utilité de « Samaritain ». Alors que Garrison s'en va pour à nouveau rencontrer Greer, Shaw comprend que quatre des cinq numéros sont ceux présents dans l'hôtel et qu'ils sont ceux de victimes, « Vigilance » faisant irruption dans le bâtiment. L’organisation crée alors un black-out dans tout New York, tue le directeur de la NSA et enlève Contrôle et Rivera, sous les yeux de Shaw et de Reese qui vient de la rejoindre. Ils sont à leur tour rejoints par Hersh qui est obligé de faire équipe avec eux afin de retrouver sa patronne, Contrôle. Root comprend que le dernier numéro est celui de Greer. Reese, Shaw, et Hersh se dirigent vers la planque de Decima mais « Vigilance » y est arrivé avant eux, enlevant Garrison, Greer et Finch. Une télé s'allume devant John et Sameen montrant « Vigilance » retenant Contrôle, Greer, Garrison, Rivera et Harold et simulant un procès afin de montrer au monde entier ce qu'ils ont fait.
Des flashbacks montrent le frère de Peter Collier incarcéré alors qu'il n'avait rien fait. Il a seulement été pris en photo avec un cousin d'un terroriste. Il finira par se suicider dans sa cellule. Collier reçoit un message d'un inconnu lui demandant s'il veut vraiment savoir la vérité.
- Contrôle (victime)
- Rivera (victime)
- Kyle Holocombe (victime)
- Ross Garrison (victime)
- John Greer (victime)

- Cet épisode a réalisé la plus basse audience de la saison aux États-Unis[85].

### Épisode 23:Une page se tourne
- États-Unis /  Canada : 13 mai 2014 sur CBS[13] / CTV
- Belgique :  23 décembre 2014 sur La Une[18]
- Suisse : 25 janvier 2015 sur RTS Un[21]
- France : 10 mars 2015 sur TF1[15]
- Québec : 29 avril 2015 sur V[17]

- États-Unis : 10,95 millions de téléspectateurs[87] (première diffusion)
- Canada : 1,68 million de téléspectateurs[88] (première diffusion + différé 7 jours)
- France : 4,55 millions de téléspectateurs[83] (première diffusion)

- Joseph Melendez (Rivera)
- Julian Ovenden (Lambert)
- Diane Davis (le juge Madison)
- Peter Scanavino (Adams)
- Ari Butler (le technicien de « Vigilance »)
- Tom Coiner (le technicien de Decima)
- Joel Perez (l'homme avec le masque)

- Contrôle (victime)
- Rivera (victime)
- Harold Finch (victime)
- Ross Garrison (victime)
- John Greer (victime)

## Audiences aux États-Unis

### Taux sur les 18-49 ans
Le taux sur les 18-49 ans est un des critères importants pour juger de l'avenir (renouvellement ou annulation) des séries diffusées à la télévision américaine. Un taux de 1 % signifie que 1 % de tous les habitants du pays ayant entre 18 et 49 ans regarde le programme.
| N° d'épisode | Taux sur les 18-49 ans (en %) |
| ------------ | ----------------------------- |
| 1            | 2.3                           |
| 2            | 2.1                           |
| 3            | 2                             |
| 4            | 2.2                           |
| 5            | 2.2                           |
| 6            | 1.9                           |
| 7            | 1.9                           |
| 8            | 2                             |
| 9            | 2                             |
| 10           | 2.2                           |
| 11           | 2                             |
| 12           | 2                             |
| 13           | 2                             |
| 14           | 2.1                           |
| 15           | 1.8                           |
| 16           | 1.7                           |
| 17           | 1.7                           |
| 18           | 2                             |
| 19           | 1.9                           |
| 20           | 1.8                           |
| 21           | 1.9                           |
| 22           | 1.7                           |
| 23           | 1.9                           |

### Audiences moyennes
- Sur le nombre de téléspectateurs, cette saison totalise une moyenne de 11,8 millions de téléspectateurs[90].
- Sur le taux 18-49 ans, cette saison totalise un taux moyen de 2 %[90].

Ces chiffres sont basés sur les audiences des épisodes inédits enregistrés lors de leur jour de diffusion et non en Live + 7 jours.